# Nhà tù Phonthong
Nhà tù Phonthong (ຄຸກໂພນຕ້ອງ), còn gọi là "Nhà tù dành cho người nước ngoài", là một nhà tù dành cho cả nam và nữ gần Viêng Chăn, Lào. Nhà tù được dùng để giam giữ các tù nhân không phải là người Lào.

## Lịch sử
Ở Lào, có bốn loại tù nhân: 1) tội phạm thông thường, 2) lệch lạc chính trị, 3) lệch lạc xã hội, và 4) lệch lạc hệ tư tưởng. Vào năm 2000–2001, nhà tù Phonthong được giới truyền thông chú ý khi Kerry và Kay Danes người Úc bị tống giam và kết án bảy năm vì tội tham ô, trốn thuế và tiêu hủy bằng chứng. Chính phủ Úc đã phải can thiệp thì họ mới được ân xá.
Tháng 8 năm 2008, Samantha Orobator người Anh bị bắt với 680 gram heroin và mang thai khi đang ở Phonthong. Tháng 6 năm 2009, cô bị kết án tù chung thân.  Luật pháp Lào quy định án tử hình cho tội buôn lậu ma túy, nhưng Orobator đã tránh được bản án này do đang mang thai. Tháng 8 năm 2009, cô được hồi hương về Anh để thi hành án cân bằng. Đúng hạn, Orobator được phóng thích hoàn lương. Tòa án tối cao của Anh và xứ Wales đã phán quyết rằng cô không bị "từ chối công lý một cách trắng trợn".